# Grand Prix automobile du Canada 2000
GP précédent GP suivant
Le Grand Prix automobile du Canada 2000 (Grand Prix Air Canada 2000), disputé sur le circuit Gilles-Villeneuve de Montréal le 18 juin 2000, est la 654e épreuve de l'histoire du championnat du monde de Formule 1 courue depuis 1950 et la huitième manche du championnat 2000.

## Classement

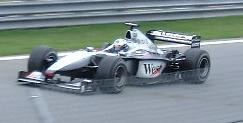
David Coulthard au Grand Prix du Canada 2000.

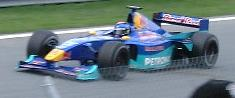
Pedro Diniz au Grand Prix du Canada 2000.

| Pos. | No | Pilote                | Écurie             | Tours | Temps/Abandon                      | Grille | Points |
| ---- | -- | --------------------- | ------------------ | ----- | ---------------------------------- | ------ | ------ |
| 1    | 3  | Michael Schumacher    | Ferrari            | 69    | 1 h 41 min 12 s 313 (180,850 km/h) | 1      | 10     |
| 2    | 4  | Rubens Barrichello    | Ferrari            | 69    | + 0 s 174                          | 3      | 6      |
| 3    | 11 | Giancarlo Fisichella  | Benetton-Playlife  | 69    | + 15 s 365                         | 10     | 4      |
| 4    | 1  | Mika Häkkinen         | McLaren-Mercedes   | 69    | + 18 s 561                         | 4      | 3      |
| 5    | 19 | Jos Verstappen        | Arrows-Supertec    | 69    | + 52 s 208                         | 13     | 2      |
| 6    | 6  | Jarno Trulli          | Jordan-Mugen-Honda | 69    | + 1 min 01 s 687                   | 7      | 1      |
| 7    | 2  | David Coulthard       | McLaren-Mercedes   | 69    | + 1 min 02 s 216                   | 2      |        |
| 8    | 23 | Ricardo Zonta         | BAR-Honda          | 69    | + 1 min 10 s 455                   | 8      |        |
| 9    | 12 | Alexander Wurz        | Benetton-Playlife  | 69    | + 1 min 19 s 899                   | 14     |        |
| 10   | 16 | Pedro Diniz           | Sauber-Petronas    | 69    | + 1 min 54 s 544                   | 19     |        |
| 11   | 10 | Jenson Button         | Williams-BMW       | 68    | + 1 tour                           | 18     |        |
| 12   | 21 | Gaston Mazzacane      | Minardi-Fondmetal  | 68    | + 1 tour                           | 22     |        |
| 13   | 7  | Eddie Irvine          | Jaguar-Ford        | 66    | + 3 tours                          | 16     |        |
| 14   | 9  | Ralf Schumacher       | Williams-BMW       | 64    | Collision                          | 12     |        |
| 15   | 22 | Jacques Villeneuve    | BAR-Honda          | 64    | Collision                          | 6      |        |
| 16   | 20 | Marc Gené             | Minardi-Fondmetal  | 64    | Accident                           | 20     |        |
| Abd. | 18 | Pedro de la Rosa      | Arrows-Supertec    | 48    | Accident                           | 9      |        |
| Abd. | 17 | Mika Salo             | Sauber-Petronas    | 42    | Moteur                             | 15     |        |
| Abd. | 14 | Jean Alesi            | Prost-Peugeot      | 38    | Panne hydraulique                  | 17     |        |
| Abd. | 15 | Nick Heidfeld         | Prost-Peugeot      | 34    | Moteur                             | 21     |        |
| Abd. | 5  | Heinz-Harald Frentzen | Jordan-Mugen-Honda | 32    | Freins                             | 5      |        |
| Abd. | 8  | Johnny Herbert        | Jaguar-Ford        | 14    | Transmission                       | 11     |        |

## Pole position et record du tour
- Pole position : Michael Schumacher en 1 min 18 s 439 (vitesse moyenne : 202,904 km/h).
- Meilleur tour en course : Mika Häkkinen en 1 min 19 s 049 au 37e tour (vitesse moyenne : 201,338 km/h).

## Tours en tête
- Michael Schumacher : 61 (1-34 / 43-69)
- Rubens Barrichello : 8 (35-42)

## Statistiques
- 40e victoire pour Michael Schumacher.
- 130e victoire pour Ferrari en tant que constructeur.
- 130e victoire pour Ferrari en tant que motoriste.